# Ir Indo
Ir Indo Edicións S.L. es una editorial española, en gallego, español, inglés y francés, fundada en Vigo en 1985 por Bieito Ledo Cabido.

## Descripción
Tiene más de quinientos títulos, dentro de las colecciones: Dicionarios, Galegos na Historia, Narrativa, O Parrulo, Elefante Contacontos, Recursos, Festas na escola, A fraga, Raigame, Letras Hispanas, Clásicos, Cidades-vilas, Guías, Arquivo da Imaxe, Manuais y Memorias.
Entre los autores editados por Ir Indo están: Álvaro Cunqueiro, Francisco Fernández del Riego, Alfredo Conde, Xosé Mª. Álvarez Blázquez, Darío Xohán Cabana, Xosé A. Perozo, Marilar Aleixandre, Tucho Calvo, Moncho Borrajo, Roald Dahl, Robert Musil, Joseph Conrad, Edgar Allan Poe, Lovecraft, Tolstói, Castelao, Antón Fraguas, Rafael Dieste, Eugenio Granell, Camilo José Cela, Méndez Ferrín, Filgueira Valverde, Torrente Ballester, Rudyard Kipling, F. Scott Fitzgerald y Jules Verne.

## Obras de consulta
En el año 2006 completó su obra cumbre, la Enciclopedia Galega Universal Ir Indo, de dieciséis volúmenes, que tuvo versión en línea en Internet.
Otras obras de consulta destacadas de la editora son el Dicionario biográfico de Galicia (tres tomos), el Dicionario de Galego Ir Indo o el Diccionario dos nomes galegos de Xesús Ferro Ruibal et alii.